# 1994年度壹電視大獎得獎名單
1994年度壹電視大獎得獎名單於1994年頒發。

## 十大電視節目
- 第一位：包青天
- 第二位：壹號皇庭II
- 第三位：娛樂新聞眼
- 第四位：勁歌金曲
- 第五位：星期日檔案
- 第六位：開心華之里
- 第七位：鏗鏘集
- 第八位：東京愛的故事
- 第九位：軟硬製造
- 第十位：寰宇風情

## 十大電視藝人
本届十大電視藝人只列冠亞季，其餘不分名次。
- 第一位：軟硬天師（6165票）[1]
- 第二位：黎　明
- 第三位：金超群
- 陳秀雯
- 黃日華
- 邵美琪
- 郭藹明
- 何家勁
- 陳淑蘭
- 朱　茵